# Roko Glasnović
Roko Glasnović (ur. 2 lipca 1978 w Szybeniku) – chorwacki duchowny katolicki, biskup Dubrownika od 2022.

## Życiorys
Święcenia kapłańskie otrzymał 2 lipca 2005 i został inkardynowany do diecezji Szybenik. Pracował głównie jako duszpasterz parafialny, był także m.in. diecezjalnym komisarzem ds. duszpasterstwa małżeństw i rodzin, sekretarzem biskupim oraz ekonomem diecezjalnym (2017–2021).
30 listopada 2021 papież Franciszek mianował go ordynariuszem diecezji Dubrownik. Sakry udzielił mu 22 stycznia 2022 biskup Petar Palić.